# Chavaignes
Chavaignes là một xã trong vùng hành chính Pays de la Loire, thuộc tỉnh Maine-et-Loire, quận Saumur, tổng Noyant. Tọa độ địa lý của xã là 47° 32' vĩ độ bắc, 00° 02' kinh độ đông. Chavaignes nằm trên độ cao trung bình là 74 mét trên mực nước biển, có điểm thấp nhất là 60 mét và điểm cao nhất là 89 mét. Xã có diện tích 7,42 km², dân số vào thời điểm 1999 là 113 người; mật độ dân số là 15 người/km².

## Thông tin nhân khẩu
| 1962 | 1968 | 1975 | 1982 | 1990 | 1999 | 2005 |
| ---- | ---- | ---- | ---- | ---- | ---- | ---- |
| 197  | 171  | 154  | 134  | 97   | 113  | 101  |